# Попович, Момчило (1909)
Момчило «Озрен» Попович (серб. Момчило «Озрен» Поповић; 1909, Бусиловац — 3 февраля 1943, Суботинац) — югославский сербский инженер, партизан времён Народно-освободительной войны Югославии, Народный герой Югославии.

## Биография
Родился в 1909 году в селе Бусиловац. Окончил гимназию города Параджин в 1928 году, в 1933 году окончил лесомеханический техникум в Земуне (факультет сельского хозяйства). Работал после обучения инженером-лесомехаником в Алексинце. В 1939 году заочно окончил юридический факультет Белградского университета. Ещё будучи учеником гимназии, вступил в революционное движение, в 1938 году был принят в КПЮ.
Попович в молодости создал свой дискуссионный клуб, куда принимали учеников, рабочих и представителей интеллигенции. Для того, чтобы избежать подозрений в поддержке марксистов, он основал клуб настольного тенниса, в здании которого и проводились собрания представителей революционной молодёжи. Будучи студентом университета, Момчило открыл в Алексинце и студенческий клуб, который был особенно активен во время летних студенческих каникул. При поддержке коммунистов Момчило стал основателем спортивного общества «Напредак», в котором занимались спортом представители рабочей и студенческой молодёжи (особенно из педагогического училища). Для легализации сообщества при участии Момчило был даже и открыт студенческий театр, который гастролировал по соседним деревням.
Вскоре о деятельности Поповича узнало правительство: несколько раз его арестовывали и даже увольняли. В 1939 году он вернулся на должность инженера в лесном хозяйстве, работал в Нише и Куршумлии. В лесах Голии и Копаоника Момчило установил контакты с местным населением, вовлекая их в КПЮ.
В 1941 году Попович проживал в Белграде. По просьбе партии в самом начале войны он был командирован в Алексинац, где ознакомился с положением и начал набирать добровольцев в антифашистское подполье. При участии Момчило был основан Озренский партизанский отряд (в его честь Момчило получил псевдоним Озрен) во главе с Димитрие Даговичем, который изгнал немцев с территории Алексинацко-Сокобаньского и Ражаньского округов. Момчило был избран в Сербское региональное отделение КПЮ, а позднее командовал и самим Озренским отрядом.
В начале февраля 1943 года Момчило вместе с десятком солдат, среди которых был и Дракче Милованович, вошёл в село Суботинац недалеко от Алексинца. Среди солдат нашёлся предатель, который сообщил об отряде солдатам Сербской государственной стражи. Стража окружила дом, в котором забаррикадировался Момчило. Партизаны тут же расправились с предателем и вступили в неравный бой с отрядом стражи. Все из отряда партизан во главе с Момчило были убиты, а их трупы стражники вывесили в центре Алексинца.
9 октября 1953 Момчило Поповичу было присвоено звание Народного героя Югославии.